# Кина на Светском првенству у атлетици на отвореном 2023.
Кина је учествовала на 19. Светском првенству у атлетици на отвореном 2023. одржаном у Будимпешти од 19. до 27. августа деветнаести пут, односно, учествовала је на свим првенствима до данас. Репрезентацију Кине је представљало 41 такмичар (20 мушкараца и 21 женa) који су се такмичили у 17 дисциплина (8 мушких и 9 женских).,
На овом првенству Кина је по броју освојених медаља делила 37. место са 2 освојене медаља (две бронзане). Занимљиво је да су све медаље освојиле жене. У табели успешности према броју и пласману такмичара који су учествовали у финалним такмичењима (првих 8 такмичара) Кина је са 9 учесника у финалу заузела 14. место са 33 бода.
| Плас. | Земља | 1. место | 2. место | 3. место | 4. место | 5. место | 6. место | 7. место | 8. место | Бр. финал. | Бод. |
| ----- | ----- | -------- | -------- | -------- | -------- | -------- | -------- | -------- | -------- | ---------- | ---- |
| 14.   | Кина  | 0        | 0        | 2        | 1        | 1        | 3        | 1        | 1        | 9          | 33   |

## Учесници
| Мушкарци: - Шаохуеј Јанг — Маратон - Ђе Хе — Маратон - Пејоу Фен — Маратон - Шенглунг Џу — 110 м препоне - Џију Сје — 400 м препоне - Ђуен Џанг — 20 км ходање - Џаоџао Ванг — 20 км ходање - Венчао Њу — 20 км ходање - Сјангхунг Хе — 35 км ходање - Ћин Ванг — 35 км ходање - Јангбен Џакси — 35 км ходање - Бокај Хуанг — Скок мотком - Ђе Јао — Скок мотком - Тао Џунг — Скок мотком - Ђенан Ванг — Скок удаљ - Мингкуен Џанг — Скок удаљ - Ђингћанг Џанг — Скок удаљ - Јаминг Џу — Троскок - Јаођинг Фанг — Троскок - Вен Су — Троскок | Жене: - Вуга Хе — 5.000 м - Џисјуен Ли — Маратон - Дешуен Џанг — Маратон - Џенсја Ма — 20 км ходање - Ђају Јанг — 20 км ходање - Хунг Љу — 20 км ходање - Сјуејинг Бај — 35 км ходање - Маоцуо Ли — 35 км ходање - Шиђе Ћејанг — 20 км ходање - Ли Линг — Скок мотком - Чуенге Њу — Скок мотком - Хуејђин Сју — Скок мотком - Лиђао Гунг — Бацање кугле - Ђајуен Сунг — Бацање кугле - Линжу Џанг — Бацање кугле - Бин Фенг — Бацање диска - Фанг Ванг — Бацање диска - Џенг Ванг — Бацање кладива - Ђе Џао — Бацање кладива - Ли Ђи — Бацање кладива - Шијинг Љу — Бацање копља |

## Освајачи медаља (2)

### Бронза (2)
- Лиђао Гунг — Бацање кугле
- Бин Фенг — Бацање диска

## Резултати

### Мушкарци
| Атлетичар     | Дисциплина    | Лични рекорд | Квалификације   | Квалификације   | Полуфинале            | Полуфинале           | Финале               | Финале       | Детаљи |
| Атлетичар     | Дисциплина    | Лични рекорд | Резултат        | Место           | Резултат              | Место                | Резултат             | Место        | Детаљи |
| ------------- | ------------- | ------------ | --------------- | --------------- | --------------------- | -------------------- | -------------------- | ------------ | ------ |
| Шаохуеј Јанг  | Маратон       | 2:07:49      |                 |                 |                       |                      | 2:17:12              | 38 / 60 (85) |        |
| Ђе Хе         | Маратон       | 2:07:30      | 2:19:48         | 45 / 60 (85)    |                       |                      |                      |              |        |
| Пејоу Фенг    | Маратон       | 2:09:21      | 2:22:00         | 49 / 60 (85)    |                       |                      |                      |              |        |
| Шенглунг Џу   | 110 м препоне | 13,25        | 13,69(.684)     | 7. у гр. 2      | Није се квалификовао  | Није се квалификовао | Није се квалификовао | 32 / 43 (45) |        |
| Џију Сје      | 400 м препоне | 48,78        | 49,25 КВ        | 4. у гр. 1      | 49,57                 | 7. у гр. 2           | Није се квалификовао | 22 / 41 (43) |        |
| Ђуен Џанг     | 20 км ходање  | 1:17:38      |                 |                 |                       |                      | 1:23:13              | 29 / 47 (50) |        |
| Џаоџао Ванг   | 20 км ходање  | 1:19:40      | 1:24:23         | 37 / 47 (50)    |                       |                      |                      |              |        |
| Венчао Њу     | 20 км ходање  | 1:19:33      | 1:27:26         | 44 / 47 (50)    |                       |                      |                      |              |        |
| Сјангхунг Хе  | 35 км ходање  | 2:22:55 НР   | 2:37:21         | 23 / 33 (49)    |                       |                      |                      |              |        |
| Ћин Ванг      | 35 км ходање  | 2:26:10      | 2:39:19         | 28 / 33 (49)    |                       |                      |                      |              |        |
| Јангбен Џакси | 35 км ходање  | 2:28:56      | Дисквалификован | Дисквалификован |                       |                      |                      |              |        |
| Бокај Хуанг   | Скок мотком   | 5,75         | 5,75 кв, =ЛР    | 5. у гр. Б      |                       |                      | 5,75 =ЛР             | 6 / 29 (34)  |        |
| Ђе Јао        | Скок мотком   | 5,82         | 5,75 кв         | 1. у гр. Б      | 5,75                  | 9 / 29 (34)          |                      |              |        |
| Тао Џунг      | Скок мотком   | 5,72         | 5,70            | 9. у гр. А      | Није се квалификовао  | 18 / 29 (34)         |                      |              |        |
| Ђенан Ванг    | Скок удаљ     | 8,47         | 8,34 КВ, ЛРС    | 2. у гр. А      | 8,05                  | 5 / 37 (39)          |                      |              |        |
| Мингкуен Џанг | Скок удаљ     | 8,09         | 7,97            | 8. у гр. Б      | Нису се квалификовали | 15 / 37 (39)         |                      |              |        |
| Ђингћанг Џанг | Скок удаљ     | 8,33         | 7,64            | 11. у гр. Б     | Нису се квалификовали | 25 / 37 (39)         |                      |              |        |
| Јаминг Џу     | Троскок       | 17,57        | 17,14 кв        | 1. у гр. А      | 17,15                 | 4 / 31 (37)          |                      |              |        |
| Јаођинг Фанг  | Троскок       | 17,20        | 16,83 кв        | 4. у гр. Б      | 17,01                 | 6 / 31 (37)          |                      |              |        |
| Вен Су        | Троскок       | 17,14        | 16,59           | 9. у гр. Б      | Није се квалификовао  | 17 / 31 (37)         |                      |              |        |

### Жене
| Атлетичарка  | Дисциплина     | Лични рекорд | Квалификације      | Квалификације      | Полуфинале            | Полуфинале            | Финале                | Финале       | Детаљи |
| Атлетичарка  | Дисциплина     | Лични рекорд | Резултат           | Место              | Резултат              | Место                 | Резултат              | Место        | Детаљи |
| ------------ | -------------- | ------------ | ------------------ | ------------------ | --------------------- | --------------------- | --------------------- | ------------ | ------ |
| Вуга Хе      | 5.000 м        | 15:11,10     | 15:54,30           | 17. у гр. 2        |                       |                       | Није се квалификовала | 36 / 38 (40) |        |
| Џисјуен Ли   | Маратон        | 2:26:15      |                    |                    |                       |                       | 2:35:48               | 32 / 65 (78) |        |
| Дешуен Џанг  | Маратон        | 2:24:05      | 2:40:17            | 48 / 65 (78)       |                       |                       |                       |              |        |
| Џенсја Ма    | 20 км ходање   | 1:26:43      |                    |                    |                       |                       | 1:28:30               | 7 / 40 (48)  |        |
| Ђају Јанг    | 20 км ходање   | 1:23:49      | 1:29:40            | 12 / 40 (48)       |                       |                       |                       |              |        |
| Хунг Љу      | 20 км ходање   | 1:24:27      | 1:30:43            | 17 / 40 (48)       |                       |                       |                       |              |        |
| Сјуејинг Бај | 35 км ходање   | 2:40:59      | 2:49:34            | 11 / 35 (41)       |                       |                       |                       |              |        |
| Маоцуо Ли    | 35 км ходање   | 2:45:46      | Нису завршиле трку | Нису завршиле трку |                       |                       |                       |              |        |
| Шиђе Ћејанг  | 35 км ходање   | 2:40:37      | Нису завршиле трку | Нису завршиле трку |                       |                       |                       |              |        |
| Ли Линг      | Скок мотком    | 4,72 НР      | 4,60               | 7. у гр. А         |                       |                       | Нису се квалификовале | 13 / 29 (37) |        |
| Чуенге Њу    | Скок мотком    | 4,62         | 4,50               | 7. у гр. Б         | 16 / 29 (37)          |                       | Нису се квалификовале |              |        |
| Хуејђин Сју  | Скок мотком    | 4,70         | Без исправог скока | Без исправог скока | Није се квалификовала | Није се квалификовала |                       |              |        |
| Лиђао Гунг   | Бацање кугле   | 20,58        | 19,16 КВ           | 4. у гр. Б         | 19,69                 |                       |                       |              |        |
| Ђајуен Сунг  | Бацање кугле   | 20,38        | 18,64 кв           | 6. у гр. А         | 18,90                 | 11 / 34 (35)          |                       |              |        |
| Линжу Џанг   | Бацање кугле   | 18,70        | 18,08              | 9. у гр. Б         | Није се квалификовала | 17 / 34 (35)          |                       |              |        |
| Бин Фенг     | Бацање диска   | 69,12        | 65,68 КВ           | 2. у гр. А         | 68,20 ЛРС             |                       |                       |              |        |
| Фанг Ванг    | Бацање диска   | 59,09        | 58,78              | 9. у гр. Б         | Није се квалификовала | 19 / 34 (35)          |                       |              |        |
| Џенг Ванг    | Бацање кладива | 77,68 НР     | 71,93 кв           | 7. у гр. А         | 72,14                 | 8 / 35 (36)           |                       |              |        |
| Ђе Џао       | Бацање кладива | 72,93        | 73,23 КВ, ЛР       | 5. у гр. А         | 70,29                 | 10 / 35 (36)          |                       |              |        |
| Ли Ђи        | Бацање кладива | 74,47        | 70,50              | 8. у гр. А         | Није се квалификовала | 16 / 35 (36)          |                       |              |        |
| Шијинг Љу    | Бацање копља   | 67,29        | 60,72 кв           | 6. у гр. А         | 61,66 ЛРС             | 6 / 27 (29)           |                       |              |        |